# Timothy Reckart
Timothy Reckart es un animador y director de cine estadounidense especializado en la técnica de stop motion. Es reconocido por su película de 2012 Head Over Heels, nominada a un premio de la academia por mejor película corta de animación en el año 2013.
Reckart creció en Tucson, Arizona. Estudió historia y literatura en la Universidad de Harvard donde se graduó en 2009.  Más tarde ingresó en la Universidad Nacional de Cine y Televisión en Beaconsfield, Buckinghamshire, Inglaterra, donde obtuvo un grado de animación en 2012. Reckart actualmente vive en Los Ángeles, donde se desempeña como animador en varias categorías. En 2017 dirigió la popular película The Star para Sony Pictures Animation. La cinta relata la historia del nacimiento de Jesús desde una perspectiva animada, donde algunos animales de granja terminan siendo los héroes que protegen a Jesús de Nazareth y a sus padres.

## Filmografía
- The Star (2017, director)
- Anomalisa (2015, animador principal)[7]
- Head Over Heels (2012, director)

## Premios y distinciones
Premios Óscar
| Año  | Categoría                  | Película        | Resultado |
| ---- | -------------------------- | --------------- | --------- |
| 2013 | Mejor cortometraje animado | Head over Heels | Nominado  |